# Niekłończyca Uniemyśl
Niekłończyca Uniemyśl (do 1945 niem. Königsfelde-Wilhelmsdorf, 1945–1947 Niekłończyce) – nieczynny kolejowy przystanek osobowy położony we wsi Uniemyśl (powiat policki, województwo zachodniopomorskie). 
Położony ok. 500 m za przejazdem kolejowo-drogowym w ciągu drogi wojewódzkiej nr 114, oddzielającej Uniemyśl od Niekłończycy. Około 250 m dalej linia prowadzi przez most nad rzeką Karpiną.

## Historia
Przystanek uruchomiono 15 marca 1910 r. wraz z zakończeniem budowy odcinka linii kolejowej nr 406 od stacji Jasenitz (Jasienica) do stacji Ziegenort (Trzebież Szczeciński). Przystanek funkcjonował do czasu zawieszenia przewozów pasażerskich na linii 30 września 2002 r.

## Infrastruktura

### Dworzec kolejowy
Budynek dworca jest obiektem czteroosiowym, jednopiętrowym, przykrytym czterospadowym dachem z dachówki ceramicznej.

### Linie kolejowe
Przystanek znajduje się przy jednotorowym odcinku linii nr 406 Szczecin Główny – Trzebież Szczeciński. Po prawej stronie toru zlokalizowany jest jeden jednokrawędziowy peron zadaszony niewielką wiatą.